# عليار (شوط)
عليار هي قرية في مقاطعة شوط‌، إيران. يقدر عدد سكانها بـ 11 نسمة بحسب إحصاء 2016.